# Huilin
Huilin (kinesiska: 回林乡, 回林) är en socken i Kina. Den ligger i provinsen Sichuan, i den sydvästra delen av landet, omkring 320 kilometer nordost om provinshuvudstaden Chengdu. Antalet invånare är 4 954. Befolkningen består av 2 315 kvinnor och 2 639 män. Barn under 15 år utgör 18,0 %, vuxna 15-64 år 69 %, och äldre över 65 år 12,0 %.
Genomsnittlig årsnederbörd är 1 649 millimeter. Den regnigaste månaden är juli, med i genomsnitt 310 mm nederbörd, och den torraste är december, med 10 mm nederbörd.